# Manfred Hanika
Manfred Hanika (ur. 20 grudnia 1940) – niemiecki lekkoatleta, sprinter. W czasie swojej kariery reprezentował Republikę Federalną Niemiec.
Zdobył złoty medal w sztafecie szwedzkiej 1+2+3+4 okrążenia na europejskich igrzyskach halowych w 1967 w Pradze (sztafeta RFN biegła w składzie: Gert Metz, Horst Haßlinger, Rolf Krüsmann i Hanika). 
Był mistrzem RFN w sztafecie 4 × 400 metrów w 1965 oraz halowym mistrzem w tej samej konkurencji w 1967.
Startował w klubie ASC Darmstadt.